# Бургоња
Бургоња (фр. Bourgogne) је бивши регион Француске. 

## Историја
Бургоња или Бургундија добила назив по бившем Краљевству Бургоња (Royaume de Burgondie).
У Средњем веку је постојала грофовија Бургоња (данас Франш-Конте) и војводство Бургоње.

## Географија
Данашња Бургоња не одговара у потпуности историјској провинцији Бургоњи.
Северна половина департмана Јон није била у саставу Бургоње него је била гранично подручје између Шампање, Париске регије и Орлеана у различитим историјским раздобљима.

## Привреда
Бургоњска пољопривреда је динамична, снажна и специјализована: житарице се узгајају већином у департманима Јон и Златна обала, а виноградарство је развијено у местима: Коте де Бон, Нуит, От Коте, Кот Шалонез, Маконе, Боже итд.
Индустрија која се развила у 19. веку (угаљ у Монтсо ле Мину, рудници у Ла Машину), добила је нови замах после 1945, посебно у долини Саоне, у Дижону и департману Јон, није проживјела кризу.

## Становништво
Бургоња није густо насељена и нема велику стопу ни емиграције ни имиграције. У имиграцијском смислу привлачи већином старије људе.

## Администрација
На изборима 2004. на власт је дошла Лева коалиција ПС - ПЦФ - Лес Вертс - ПРГ (социјалисти, комунисти, зелени и Радикална лева странка)